# Vällingby (stacja metra)
Vällingby – stacja sztokholmskiego metra, leży w Sztokholmie, w dzielnicy Västerort (Hässelby-Vällingby), w Vällingby. Na zielonej linii (T19), między Johannelundem i Råckstą. Dziennie korzysta z niej około 10 600 osób. 
Stacja znajduje równolegle na północ od Bergslagsvägen, na początku 300-metrowego tunelu pod centrum Vällingby (częściowo stacja powierzchniowa i podziemna). Posiada dwa wyjścia, północne powierzchniowe znajduje się na końcu Bräckegatan. Drugie podziemne wyjście znajduje się w centrum handlowym Vällingby centrum, na rogu Kirunagatan i Kirunaplan. Stację otworzono 26 października 1952 jako 33. w systemie. Była to do 1 listopada 1956 stacja końcowa linii T19 (składy kursowały między Hötorget a Vällingby), wówczas linię wydłużono do Hässelby gård. Stacja posiada 2 perony z 4 krawędziami.
Około 500 metrów za Vällingby znajduje się stacja techniczno-postojowa Vällingbydepån, z tego powodu często linie T18 i T17 wydłużane są do Vällingby.

## Sztuka
- Kwadratowe, betonowe drzewa na peronach, Casimir Djurić, 1983[3]

## Czas przejazdu
| Linia | Stacja          | Czas przejazdu | Stacja                                       | Czas przejazdu                    |
| T19   | Hässelby strand | 5 min          | Åkeshov Alvik T-Centralen Gamla stan Slussen | 8 min 15 min 28 min 29 min 31 min |
| T19   | Hagsätra        | 51 min         | Åkeshov Alvik T-Centralen Gamla stan Slussen | 8 min 15 min 28 min 29 min 31 min |

## Otoczenie
W najbliższym otoczeniu stacji znajdują się:
- S:t Jacobi gymansium
- Vällingby simhall
- Vällingby idrottshall
- S:t Tomas kyrka
- Biblioteka
- Amfiteatr
- Fornkullen
- Västerort kyrkan
- Vällingby centrum
- Vällingby skolan
- Vällingby bollplan
- Grimsta skolan